# 超速快感
《超速快感》（英語：Fair Game）是1995年由安德鲁·西佩斯（Andrew Sipes）執導的美國動作片。本部片由辛蒂·克勞馥飾演民法律師凱特·麥昆， 威廉·鮑德溫飾演佛羅里達州警察麥克斯·柯克帕特里克。麥奎因為經手的離婚案件，想要追討一艘由古巴男子所有的一艘船，因而被前克格勃成員鎖定意圖殺害，柯克·帕特里克最终為保護麥奎因而一起逃亡。 
这部电影改编自保拉·高斯林的同名小说，该小说先前曾改编为1986年的电影《眼镜蛇》。 
這部電影的拍攝地點包括科勒爾蓋布爾斯、邁阿密海灘，以及佛羅里達群島國家海洋保護區。
超速快感被影評強力批評，而且是票房災難。

## 劇情
凱瑟琳·凱特·麥昆（ 辛蒂·克勞馥 ）是邁阿密的一名律師，承接一起離婚訴訟時，試圖扣押一艘157英尺長停留在佛羅里達海邊的貨輪，來代替未支付的贍養費。 
該貨輪是由犯罪分子埃米利奥·胡安托雷纳（ Miguel Sandoval ）擁有，埃米利奥·胡安托雷纳是前克格勃特工，目前是國際洗錢專家伊利亞·帕维爾·卡扎克（史蒂文·伯科夫（ Steven Berkoff ）的指揮基地。此前他已是一群前克格勒流氓的領導者，包括史蒂芬（ 古斯塔夫·文塔斯 ），駭客列昂尼德·沃爾科夫（ 保羅·狄倫 ），導航員（馬克·麥考雷），羅莎（詹妮特·戈德斯坦）和卓科夫（ 奥列克·克鲁帕 ）。 
當凱特無意被流彈打中時，邁阿密警探馬克斯·柯克帕特里克（ 威廉·鮑德溫 ）被指派這件案件。哈薩克先是殺害胡安托雷納，隨後便對凱特下手，並動員他的團隊追踪試圖殺害凱特，麥克斯隨後成為她的保護者。 
凱特、馬克斯和他的兩位同事住在旅館。 他們訂了披薩，但沃爾科夫追蹤他們的訂單，羅莎和兩名同伙因此渗透到旅館，殺害了馬克斯的同事。 馬克斯設法纖滅了整個行刺小队（羅莎除外），隨後他和凱特離開。 麥克斯聯絡上級警隊長梅森（ 克里斯托弗·麦克唐纳 ）後，聯邦調查局探員被指派前去護送他们。 事後證明，這些所謂的“探員”實際上就是專為哈薩克工作的手下，而在這過程當中，馬克斯的伙伙和長期的朋友偵探路易斯·阿拉貢（ 約翰·貝德福德·勞埃德 ）因此被殺。 在殺死了幾位哈萨克的人馬之後，馬克斯和凱特跑遍整個佛羅里達，試圖避開哈薩克的人，找出他為什麼要讓凱特死。 
然而，他們的吉普車在高速公路上壞了，他們叫了拖車來接他們。沃爾科夫和斯特凡出現打算殺死他們，而哈薩克則與他們分開，打算處理麥克斯的表妹，因為她已經告訴他們關於哈薩克過去在古巴的活動資訊。凱特和麥克斯於是被迫跟著拖車，而他們的吉普車仍然是鉤掛著。然後在追逐與槍戰之後，凱特用力踩下煞車，同時麥克斯操縱卡車的方向盤，他們將吉普車脫鉤，並導致拖車撞到沃爾科夫和斯特凡的休施車，因此殺了他們兩個。
凱特的一位客戶是埃米利奧·胡安托雷納的前妻，她正試圖收回這艘貨輪來支付離婚費用。她偶然發現了這艘船的有異樣，因此這是哈薩克與他的人員將目標對準凱特的主要原因。 
無論如何，哈薩克綁架了凱特，將她帶到貨輪上，而羅莎和朱可夫則被派去殺死麥克斯。他們不小心殺死了領航員，和麥克斯射殺了他們兩位。羅莎身穿防彈背心，麥克斯經過一翻戰鬥才殺死她。馬克斯隨後登上這艘貨輪，試圖營救凱特。馬克斯和凱特炸毀了貨輪，殺死了哈薩克。他們及時跳下船，看著它炸毀了。他們登上了柯克帕特里克用來接駁到達貨輪的船，開始熱情地親吻。隨著太陽落山，他們一起航行。 

## 演員
- 威廉·鮑德溫飾演邁阿密警探馬克斯·柯克帕特里克（Max Kirkpatrick）
- 辛蒂·克勞馥飾演凱特·麥昆（Kate McQuean），她是民事律师，成為謀殺的目標
- 史蒂文·伯科夫飾演伊利亞·帕維爾·哈薩克上校， 為流氓、前克格勃特工，現在帶領一群恐怖分子
- 克里斯多福·麥克唐納飾演邁耶森隊長，為馬克斯的上司
- 米格爾·桑多瓦爾飾演埃米利奧·胡安托雷納，是貨輪的所有者，同時該船也是哈薩克上校的行動基地
- 约翰·卡洛扮演麥克斯的堂兄喬迪·柯克帕特里克，他是法醫專家
- 莎瑪·海耶克飾演麥克斯的前女友麗塔
- 約翰·貝德福德·勞埃德飾演路易·阿拉貢警探，為麥克斯的搭檔
- 詹妮特·戈德斯坦飾演哈薩克殘酷的女手下羅莎
- 保羅·狄倫飾演駭客沃爾科夫，哈薩克手下之一
- 奥列克·克鲁帕飾演哈薩克的手下卓科夫
- 古斯塔夫·文塔斯飾演史蒂芬，是哈薩克的手下之一
- 馬克·麥考雷飾演導航員，是哈薩克的手下之一
- 丹·赫達亞飾演沃爾特·霍倫巴赫，胡安托雷納的律師（未列出）

## 製作
吉娜·戴维斯 ，朱利安·摩爾和布鲁克·雪德絲都被提供凱特·麥奎因角色的演出機會，不過最後是辛迪·克勞馥最终獲選。 
主體拍攝於1995年1月23日開始，拍攝地包含迈阿密和劳德代尔堡。 
最初，極速快感的播放時間為95分鐘，但經過重新編輯和重新拍攝後，電影總長度少了四分鐘。經過反應不婕的試映測試， 華納兄弟公司剪掉一些場景，並且重新拍攝一些場景。在最初的版本中， 伊麗莎白·佩娜扮演麥克斯的前女友麗塔的角色，因此她的名字出现在宣傳海報和預告片中。 但是，當試映時觀眾認為佩娜不適合擔任該角色時，她被解雇了，而莎瑪·海耶克代替原先她的角色。海耶克說，她之所以参與這部電影其中原因是因為她被允許重寫自己出場的場景。 辛蒂·克勞馥和威廉·鲍德温還拍攝了其他場面，以幫助增進他們劇中角色之間的關係。克勞馥還獨自拍攝了更多場景，以發展自己的性格。丹·赫達亞在原本剪輯的版本中占有較大的發揮，但後來的剪接版本縮短到出場一個場景，因此他選擇不記名。 額外的拍摄/添加和重新編輯導致影片推遲了三個月上映。 
電影預告片有出現一些在重新編輯刪減之前的場景，例如，不一樣的詰問場景，柯克帕特里克問試圖審訊麥奎因是誰要殺女主角，但她回應說並沒有人要殺她。同樣在這一場景的擴展部分，麥奎恩問柯克帕特里克是否與律師有關；他回答說他是警察-它被「寫在徽章上」。他們倆在開車時還存在另一種對話，他說他們不信任警察，當她問他為什麼她應該信任他時，他說是因為他沒有開槍打她，並補充說「晚上仍然年輕」。在另外一個場景中，他給了她一把槍，她說她不知道如何射擊，但是他說那就像在拍照：對準並射擊。在另一個添加的場景中，柯克帕特里克詢問麥奎恩是否會打他-她說「夜晚還很年輕」，這是他在預告片中刪除的場景中的台詞。 

## 反應

### 票房
超速快感被認為是票房毒藥 ，僅僅赚了1,150萬美元，而製作預算為5,000万美元。 

### 影評反應
超速快感受到影評的批評。 影評總匯網站爛番茄根據25則影評给予其12％的認可度，平均得分為2.4 / 10。  CinemaScor影院評分觀眾則對电影的評分為A +到F的平均等级“ C +”。 
多數影評都指出克勞馥的演出表現不佳， 《環球郵报 》的利亞姆·萊西说：「人們可以透過搜尋詞庫來尋找'笨拙'的同義詞來描述克勞馥的表演。」  這部電影總共獲得了三項金酸莓獎的提名 ，分别是最爛女主角（克勞馥），最差新進演員（克勞馥）和最差银幕情侶（克勞馥和鮑德溫），但這些提名獎貢，都輸給了美國舞孃 。  克勞馥還曾在1995年的《 臭名昭著》電影獎上被提名最差女主角，但因《帕特》 （ It's Pat）而敗给了朱莉婭·斯威尼 。 
2013年，辛迪·克勞馥表示，她並不後悔演出極速快感：「我認識一位叫喬爾·西爾弗（Joel Silver）的製片人，他要我為他拍电影，我當時想，『喬爾，我並不是演員，我並不想當演員。』他说，「我真的希望你拍這部電影，你要拍這部電影。” 我一直回说，『不，不，不，』他一直追問说，『還要再多多少錢？』 在某種程度上，我想，『如果我不這麼做，我就是位白痴』。 我應該更關注導演是誰，而不是我得到什麼樣的預告片，因為……在第三週之後，他不再與現場的任何人講话。 這很困難，因為在這裡，我並不是專業的女演員，這意味這，(我)不會得到任何演出的指引方向。 這並不是有史以來最糟糕的电影，我當然看過更糟的，但這只是表現不佳，人們對我的演出表現也没有特別印象。」